# Mariluz
Mariluz este un oraș în Paraná (PR), Brazilia.